# Ausgerastet
Ausgerastet, eine Koproduktion von Arte und WDR, ist ein deutscher Spielfilm aus dem Jahr 1996. Regie führte Hanno Brühl, die Hauptrolle spielte Katharina Schüttler. Seine Uraufführung hatte der Film am 18. April 1997 auf Arte, am 27. August 1997 lief er erstmals auf Das Erste.

## Handlung
Die 17-jährige Anne trennt sich vor der Discothek im Streit von ihrem Freund Dennis und dessen Clique. Am Montag liest sie in der Zeitung, dass in dieser Freitagnacht in der Nähe der Disco ein Radfahrer mit 32 Messerstichen ermordet wurde und aus Sicht der Polizei zwei Männer und eine Frau tatverdächtig sind.
Anne hat den Verdacht, dass Dennis, der „arrogante“ Raf, dessen Nähe Dennis sucht, und die „flippige“ Nicole das gesuchte Trio sind. Während ihr Freund ihr erklärt, sie sei verrückt, und Raf ein Spiel mit ihr treibt, vertraut sie ihre Gedanken ausschließlich ihrem Tagebuch an. Im weiteren Verlauf des Films kommt es auch zu einem heftigen Streit Annes mit ihrem Vater, da er ihre Schreibtischschublade aufgebrochen und das Tagebuch gelesen hat.
In dem Film geht es Regisseur Brühl allerdings „weniger um die Aufklärung eines Kriminalfalls als um authentische Bilder aus dem tristen Kölner Vorstadtmilieu“. Er beleuchtet vor allem das gesellschaftliche Umfeld der entwurzelten Jugendlichen.

## Kritik
„Ein lakonisch inszeniertes Jugendporträt, das ein ebenso trostloses wie direktes Bild der Lebensumstände und des Lebensgefühls und der Desorientierung der jugendlichen Protagonisten entwirft. […] Ungenaugigkeiten in der Motivation der Nebenfiguren werden durch das überzeugende Spiel der Hauptdarstellerin wettgemacht.“

„Harter Jugendthriller, packend gut gespielt“

„Katharina Schüttler liefert in der beklemmenden Studie eine Glanzleistung ab.“